# Müdisdorfer Kunstgraben und Rösche
Der Müdisdorfer Kunstgraben mit dem Abschnitt der Müdisdorfer Rösche ist ein Kunstgraben zwischen Großhartmannsdorf und Brand-Erbisdorf im Erzgebirge aus dem 16. Jahrhundert.
Er diente mittelbar der zusätzlichen Zuführung von Aufschlagwasser für den Freiberger Bergbau und ist Teil der Revierwasserlaufanstalt Freiberg.

## Verlauf

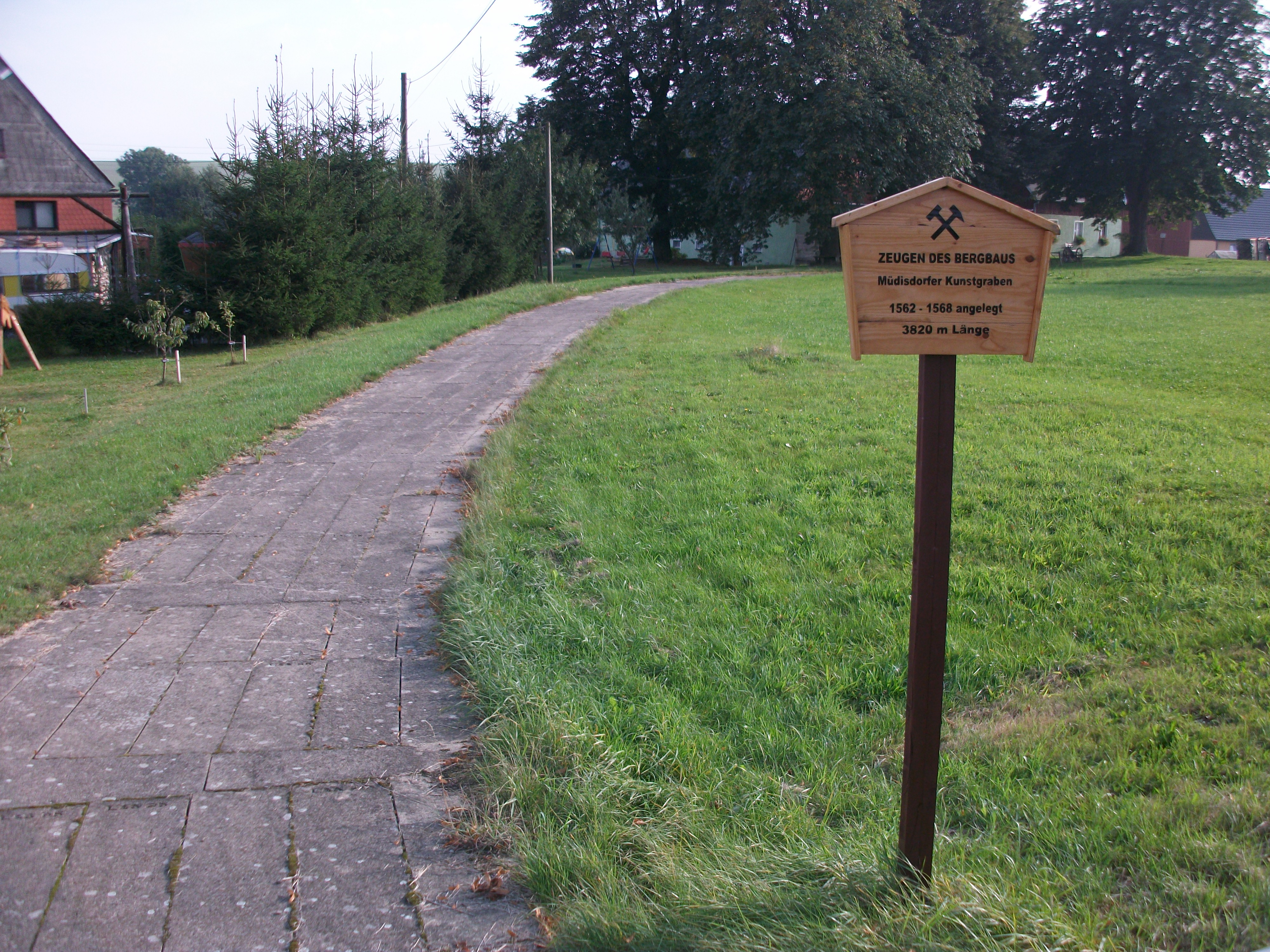
Müdisdorfer Kunstgraben in Müdisdorf (2016)

Der Müdisdorfer Kunstgraben beginnt als ein Abfluss des Unteren Großhartmannsdorfer Teiches am südlichen Ortsende von Müdisdorf. Er folgt sodann der Ortslage in nordöstliche Richtung und verläuft dabei am Westhang des in einem Tal liegenden Ortes. Am gleichen Hang verläuft weiter oberhalb der Kohlbach-Kunstgraben, über den beim so genannten Butzschutz bzw. Bahnschütz die Möglichkeit besteht, Wasser in den Müdisdorfer Kunstgraben abzuschlagen. Nach etwa 3,6 Kilometern wendet sich der Graben nach Nordwest in ein kleines Seitental und durchläuft dabei eine ca. 300 Meter lange Rösche. Bevor er nach etwa 4,4 Kilometern in die sich anschließende etwa 1,8 Kilometer lange Müdisdorfer Rösche eintritt. Die Rösche hat einen größtenteils geradlinigen Verlauf, wurde seit ihrer Errichtung jedoch mehrmals in ihrem Verlauf geringfügig verändert. Innerhalb der Rösche besteht eine Teilung, womit zwei Abflusswege existieren. Über die beiden Mundlöcher kann das Wasser unmittelbar nachdem es wieder zu Tage tritt entweder in den Rothbächer Teich oder in den Hohbirker Kunstgraben eingespeist werden.

## Geschichte
Der planmäßige Ausbau eines Wasserspeicher- und Zuführungssystems für das Freiberger Berg- und Hüttenwesen begann auf kurfürstlichen Befehl vom 23. Januar 1558. Parallel dazu erfolgte der Bau von Kunstgräben und Röschen nach Vorschlägen des Oberbergmeisters Martin Planer. Im Zuge dessen wurde auch der Untere Großhartmannsdorfer Teich ertüchtigt.
Der Müdisdorfer Kunstgraben sowie die Müdisdorfer Rösche wurden ab 1558 angelegt, wobei letztere in zehnjähriger Bauzeit hergestellt wurde. Die Rösche wurde mit einer Vielzahl von Lichtlöchern im Gegenortvortrieb aufgefahren, später mehrfach in ihrem Verlauf korrigiert und verumbrucht. Zu ihr gehört auch das Röschenhaus sowie mehrere bergmännische Tagesgebäude. Die Bauleitung oblag Martin Planer, der mit dieser Rösche einen untertägigen Wasserweg vom Unteren Großhartmannsdorfer Teich schuf, mit welcher auch Brander Gruben mit Aufschlagwasser versorgt werden konnten.
Das Röschenhaus wurde während der Napoleonischen Kriege im Jahre 1813 geplündert und niedergebrannt.
Heute besitzt der Wasserlauf überregionale Bedeutung für die Brauch- und Trinkwasserversorgung der Regionen Dresden und Freiberg.

## Weiteres
Seinerzeit üblich war die über weite Teile erfolgte Abdeckung des Grabenverlaufes mit Holzschwarten, damit Laub und Gras den Wasserfluss nicht behinderten. Da der Graben heute noch der Brauchwasserversorgung dient, wurde diese im 20. Jahrhundert abschnittsweise durch eine Betonabdeckung ersetzt.
Um die verfügbare Wassermenge im Unteren Großhartmannsdorfer Teich – und damit die für den Müdisdorfer Kunstgraben – zu erhöhen, wurde dieser 1564 um den künstlichen Zufluss des Zethauer Kunstgrabens ergänzt, welcher einen Teil des Wassers aus dem Zethaubach und kleineren Bächen aus den Tälern südwestlich von Helbigsdorf in den Teich überleitete.

## Bilder

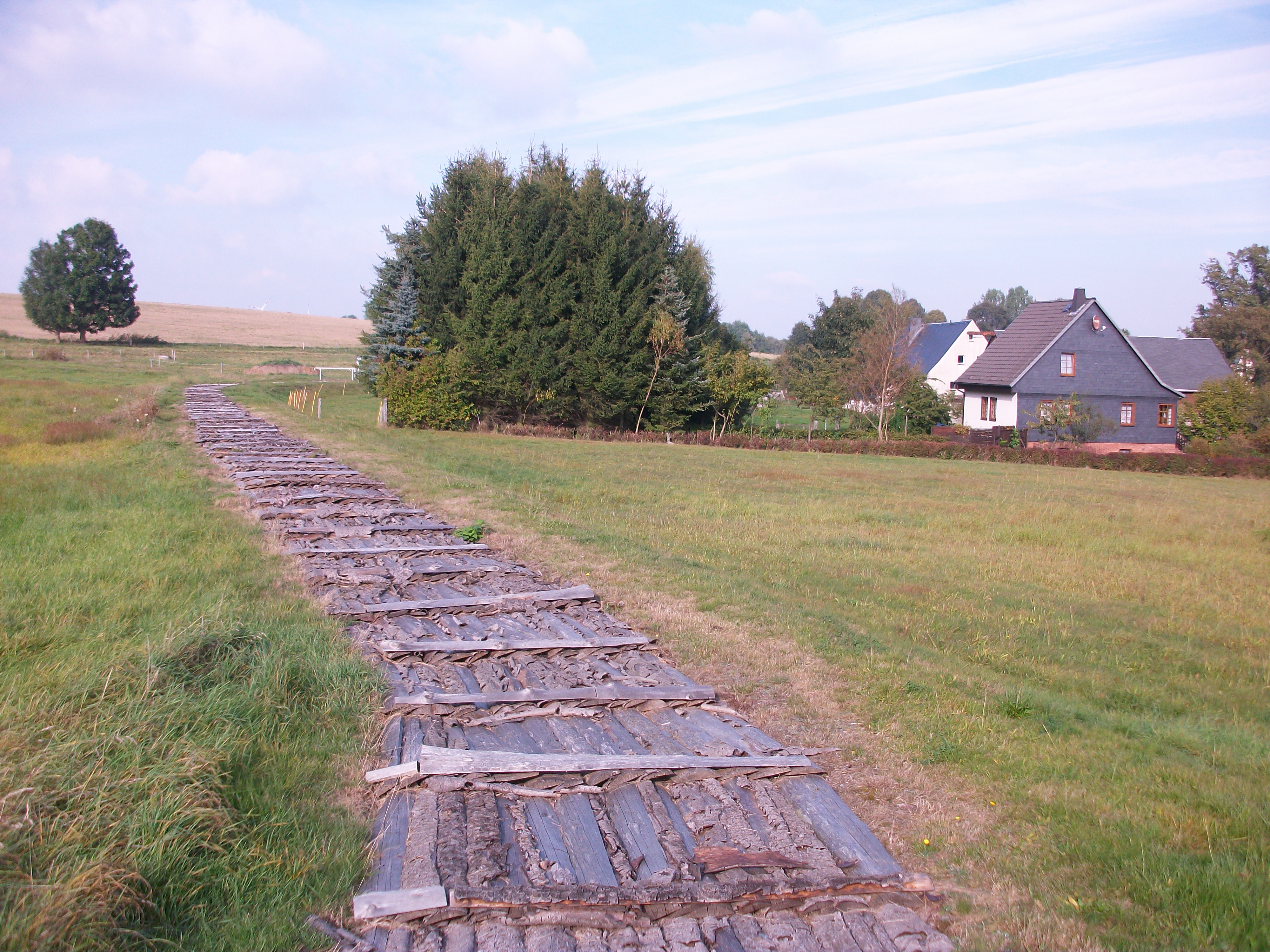
Müdisdorfer Kunstgraben in Müdisdorf (2016)
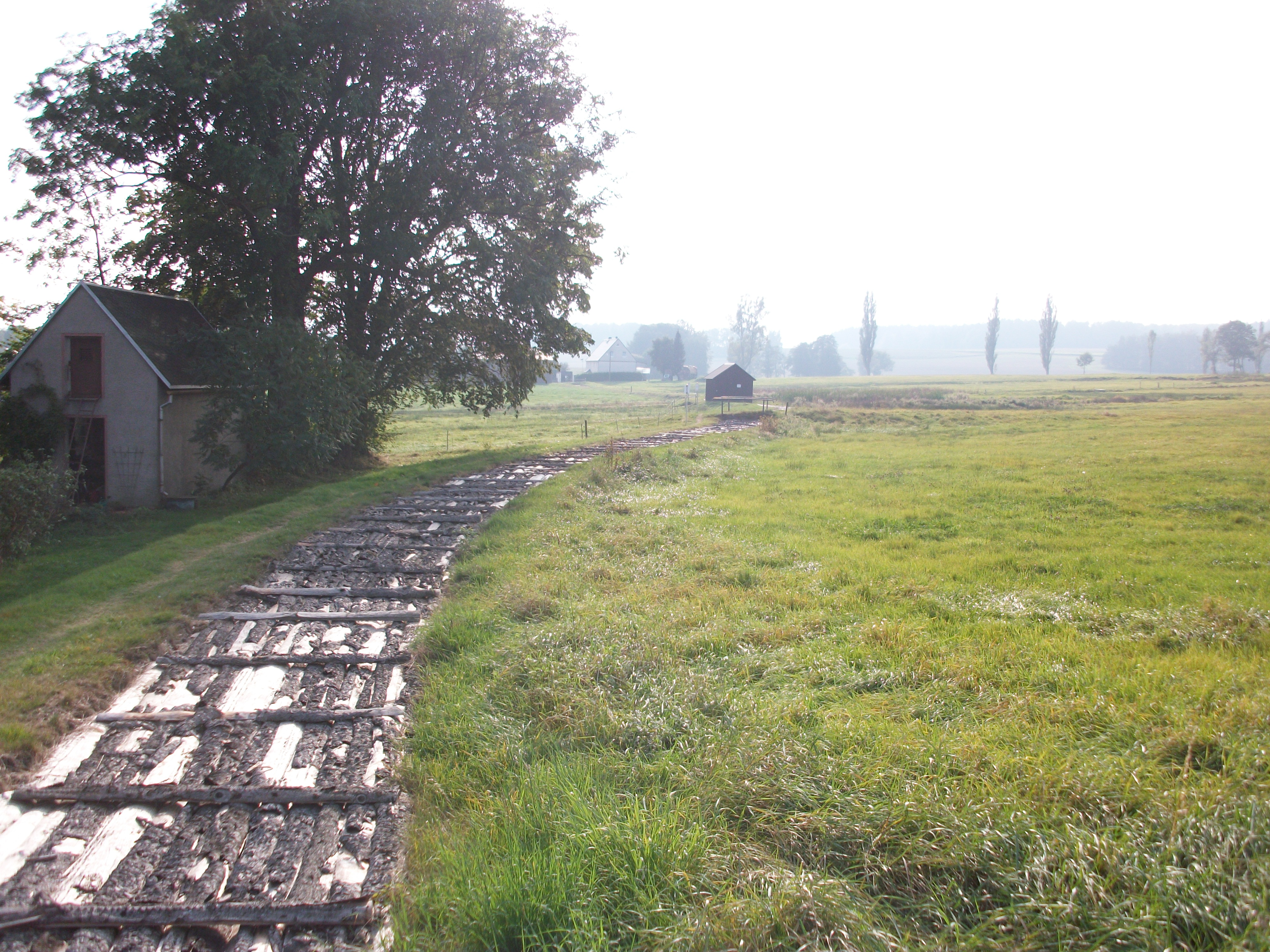
Müdisdorfer Kunstgraben in Müdisdorf (2016)